# Josseline Gaël

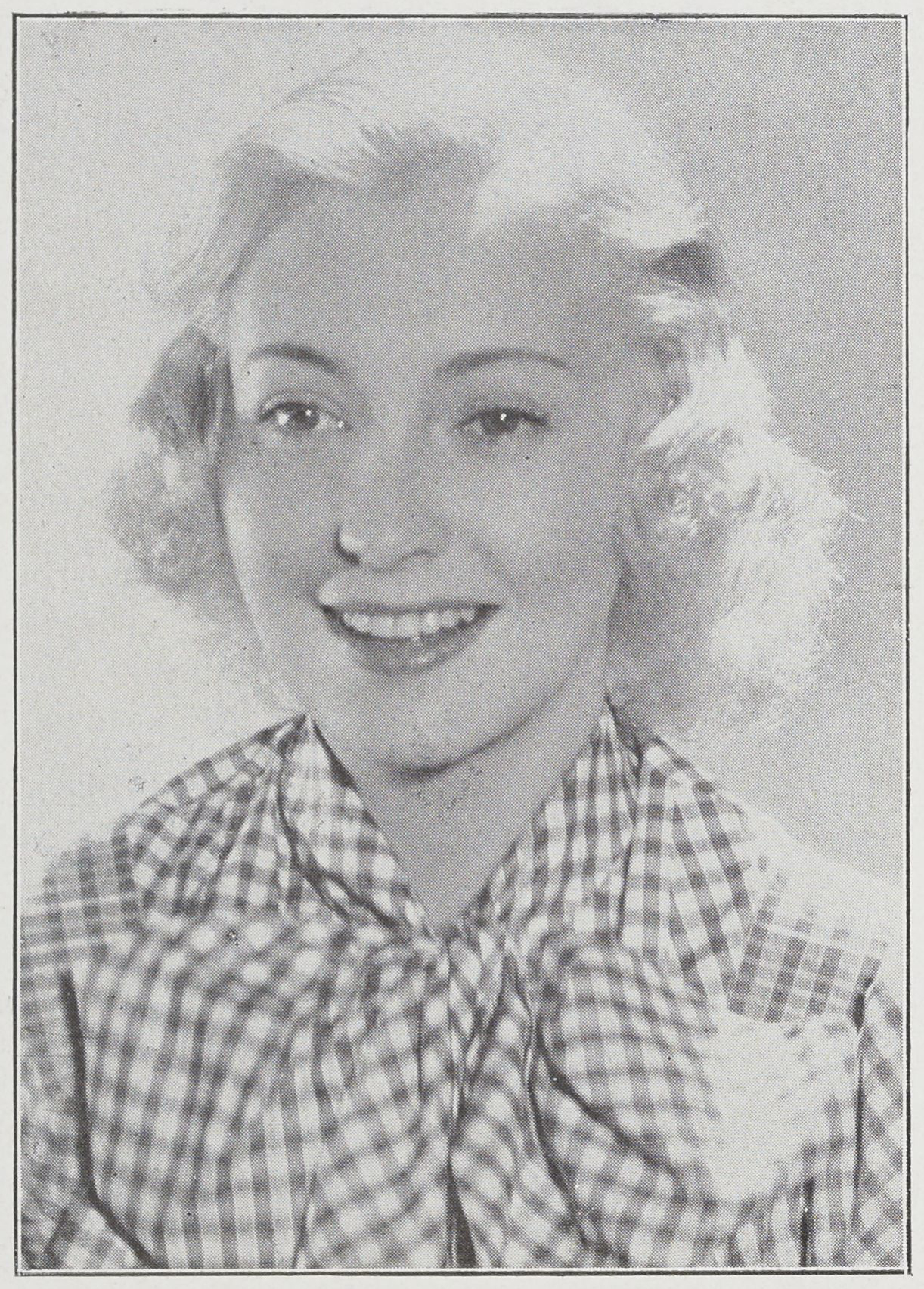
Josseline Gaël, 1938

Josseline Gaël, geboren als Jeannine Augustine Jeanne Blanleuil, (* 4. Februar 1917 in Paris, Frankreich; † 10. August 1995 in Saint-Michel-d’Entraygues, Frankreich) war eine französische Bühnen- und Filmschauspielerin, ein Semistar des französischen Kinos der 1930er Jahre.

## Leben und Wirken

### Karrierebeginn und erste Erfolge
Josseline Gaël stand von frühauf vor der Kamera: Bereits im Alter von sieben Jahren wurde sie vom Kinopionier Louis Feuillade engagiert, während sie zeitgleich klassischen Tanz- und Schauspielunterricht nahm. Mit dem Aufkommen des Tonfilms erhielt die attraktive Blondine regelmäßig Kinorollen angeboten, darunter auch mehrere fremdsprachige Versionen deutscher Originale. Ihre Regisseure dort waren altgediente Veteranen wie Carl Froelich und Augusto Genina aber auch Newcomer wie Marc Allégret. An der Seite des jungen Jean Gabin trat sie 1931 in einer Inszenierung des Nachwuchsregisseurs Jacques Tourneur auf. Josseline Gaël war gerade 15 Jahre alt, als sie die Julie in einer Umsetzung von Molières Stück Monsieur de Pourceaugnac auftrat. Ein Jahr später erhielt sie den wichtigen Part der Cosette in einer ambitionierten Adaption von Victor Hugos Les Miserables, an der Seite von Harry Baur in der Hauptrolle des von den Zeitumständen und einem ihm nachstellenden Polizisten gequälten Jean Valjean. Zwischen ihren zahlreichen Filmverpflichtungen fand die Künstlerin nicht allzu häufig Zeit für Auftritten auf der Bühne, so sah man sie in Paris unter anderem in den Stücken Le Lit nuptial (1926), L’Escalier de service (1929 am Théâtre Michel), Le Comédien (1938 am Théâtre de la Madeleine) und in Banco (1940 am Théâtre Marigny).

### Zeit der großen Leinwandhits
In nur einem Jahrzehnt, den 1930er Jahren, drehte Josseline Gaël nahezu 40 Filme (großteils Komödien), die sie an die Seite männlicher Kassengaranten wie Henri Garat und Fernandel führten und populär machten, die blonde Mimin aber dennoch nicht in die erste Reihe von Frankreichs Stars katapultierte. Zu ihren Regisseuren zählten Veteranen wie Newcomer, so beispielsweise Christian-Jaque, Victor Tourjansky, Jean Dréville und Sacha Guitry, mit dem sie auch am Theater kollaborierte. An der Bühne wurde der 34 Jahre ältere Jules Berry ihr größter Förderer und zugleich Liebhaber. Gemeinsam drehte das Paar insgesamt sieben Filme. Beide wurden auch Eltern eines Mädchens namens Michèle. Gaëls wichtigster Streifen wurde jedoch das düstere, faustische Drama Die Teufelshand von Maurice Tourneurs, wo Josseline Gaël die Hauptdarstellerin und Partnerin Pierre Fresnays war. Ein Jahr darauf stellte man sie dem in Frankreich sehr populären korsischen Sänger und Schauspieler Tino Rossi in der Romanze L’Île d'amour zur Seite. Nach einem Ausflug zum italienischen Film ging ihre Karriere 1944 schlagartig zu Ende.

### Plötzlicher Niedergang und Karriereende
Mit der Befreiung Frankreichs von der deutschen Besatzung 1944/45 begann Josseline Gaëls Fall ins Bodenlose. Nicht nur, dass sie im Frankreich unter deutscher Herrschaft außerordentlich beliebt war, sie ließ sich auch auf eine romantische Beziehung mit einem Mann namens Antonin „Tony“ Saunier ein, einem Gewohnheitsverbrecher, der sich als Folterer und Erpresser im Dienst der Gestapo erweisen sollte. Noch 1944 wurden sie und Saunier verhaftet. Während Saunier 1946 infolge eines ergangenen Todesurteils exekutiert wurde, geriet Josseline Gaël in Schauspielkreisen zur persona non grata. Nach einer Haftstrafe setzte man sie jedoch dank der Fürsprache Jules Berrys wieder auf freien Fuß. Eine Rückkehr zum Film blieb der Schauspielerin jedoch verwehrt, lediglich einige wenige Theaterauftritte in den frühen 1950er Jahren (1950 in Cabrioles und 1951 in Ce monde n'est pas fait pour les anges, beides am Théâtre Édouard VII) sind dokumentiert. Danach verschwand Josseline Gaël komplett aus dem Blickfeld der Öffentlichkeit. Mit dem Tod ihres Mentors und Retters Berry (1951) zog sie sich mit ihrer Mutter und ihrer Tochter, in späteren Jahren eine bekannte Kunsthändlerin, in die südwestfranzösische Provinz zurück. Der ehemalige Filmstar Josseline Gaël starb im Alter von 78 Jahren in einem Altenheim nahe Angoulême in der Charente.

## Filmografie
- 1924: Le Stigmate
- 1926: Simone
- 1930: L’Amour chante
- 1930: Geliebte um Mitternacht (Les Amours de minuit)
- 1930: Mitternachtsliebe
- 1931: Baleydier
- 1931: Cœurs joyeux
- 1931: Le Monsieur de minuit
- 1932: Monsieur de Pourceaugnac
- 1933: L’Abbé Constantin
- 1933: Tambour battant
- 1934: Die Verdammten (Les Misérables)
- 1934: Le Bossu
- 1934: Un homme en or
- 1935: L’Enfant du Danube
- 1935: Monsieur Sans-Gêne
- 1935: Pluie d’or
- 1936: Monsieur Personne
- 1936: Puits en flammes
- 1937: Les Deux Combinards
- 1937: Ma petite marquise
- 1937: Un scandale aux galeries
- 1938: Barnabé
- 1938: Grand-Père
- 1938: Die Straße der Liebe (Remontons les Champs-Élysées)
- 1939: Face au destin
- 1940: Chambre 13
- 1940: Un chapeau de paille d’Italie
- 1941: Une vie de chien
- 1941: La Neige sur les pas
- 1942: Die Teufelshand (La Main du diable)
- 1943: T’amero sempre
- 1943: Coup de tête
- 1943: Abenteuer auf Korsika (L’Île d'amour)